# Estación de Commerce
La estación de Commerce (en español: comercio) es una estación del metro de París situada en el distrito XV al sudeste de la capital. Pertenece a la línea 8. 

## Historia
La estación fue abierta en los años 30, el 27 de julio de 1937, tras prolongarse la línea 8 hasta Balard. Debe su nombre a la rue du Commerce bajo la cual se encuentra en el barrio de Grenelle. 

## Descripción
La estación se compone de dos vías, una en cada sentido y de dos andenes laterales de 105 metros de longitud, que tienen la particularidad de no encontrarse frente a frente. En la red solo la estación de Liège, en la Línea 13, muestra la misma disposición. Todo ello se debe a la estrechez de la calle del comercio, que no permite construir una estación siguiendo el diseño habitual. Los dos andenes están separados por escasos metros, de hecho desde uno de ellos se puede ver perfectamente, al fondo del túnel el otro.
En el 2008, y dentro del plan de renovación puesto en marcha por la RATP, la estación fue remodelada siguiendo el estilo clásico, mejorando la iluminación de los andenes y dotando a la parada de asientos modelo Coquille o Smiley, unos asientos en forma de cuenco inclinado para que parte del mismo pueda usarse como respaldo y que poseen un hueco en la base en forma de sonrisa.